# Acontia zelleri
Acontia zelleri là một loài bướm đêm trong họ Noctuidae.